# ريتشارد كوك
ريتشارد كوك (بالإنجليزية: Richard Cook)‏  (و. 1957 – 2007 م) هو صحفي، ومؤلف، ومقدم برامج إذاعية، ومحرر، وصحفي الموسيقى بريطاني، ولد في ريتشموند على نهر التايمز، توفي في لندن، عن عمر يناهز 50 عاماً، بسبب سرطان.

## وصلات خارجية
- ريتشارد كوك على موقع IMDb (الإنجليزية)
- ريتشارد كوك على موقع ميوزك برينز (الإنجليزية)
- ريتشارد كوك على موقع أول موفي (الإنجليزية)
- ريتشارد كوك على موقع ديسكوغز (الإنجليزية)
- ريتشارد كوك على موقع كينوبويسك (الروسية)